# Гігішень

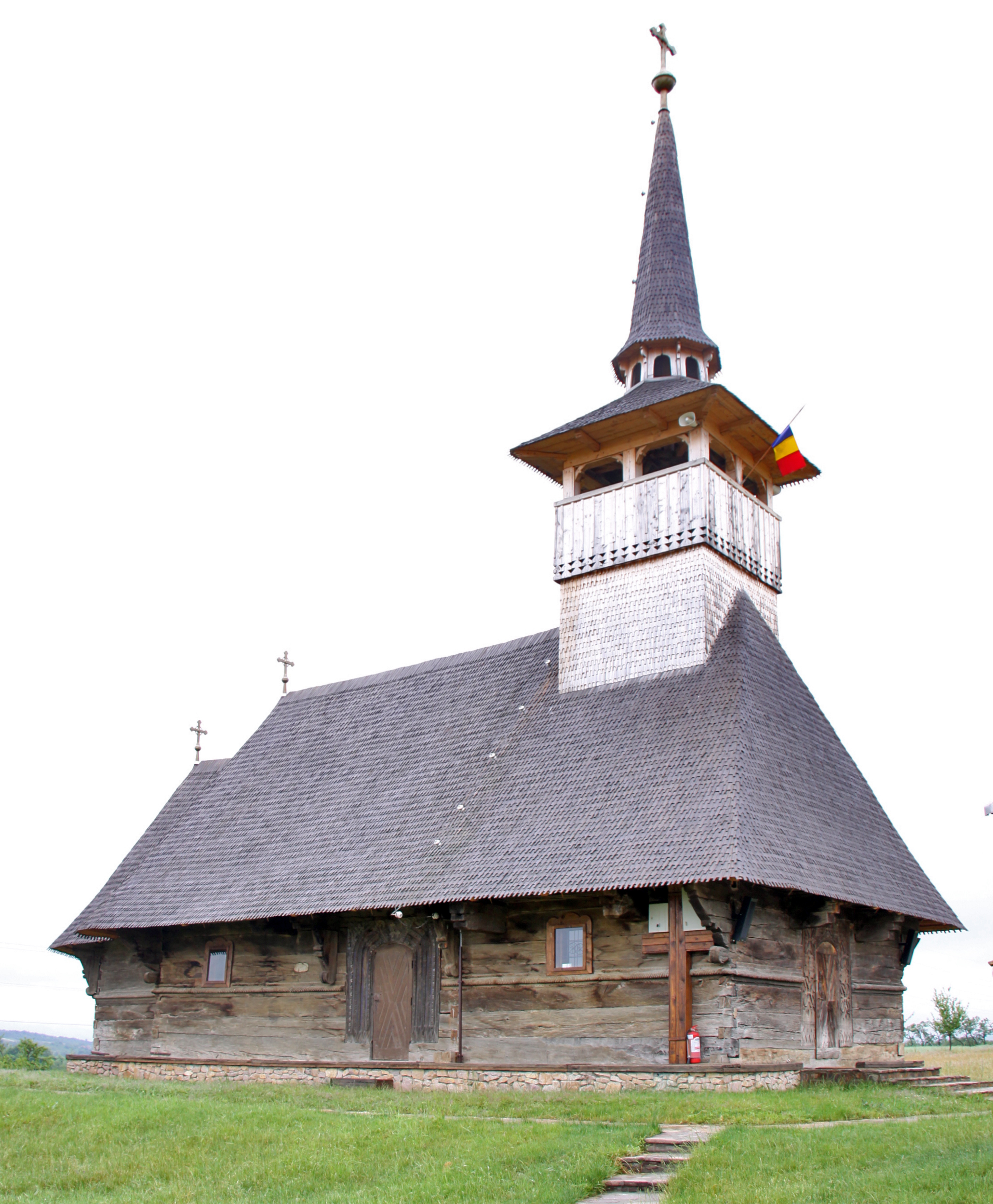

Гігішень, Гігішені (рум. Ghighișeni) — село у повіті Біхор в Румунії. Входить до складу комуни Рієнь.
Село розташоване на відстані 369 км на північний захід від Бухареста, 69 км на південний схід від Ораді, 92 км на захід від Клуж-Напоки, 127 км на північний схід від Тімішоари.

## Населення
За даними перепису населення 2002 року у селі проживали 963 особи.
Національний склад населення села:
| Національність | Кількість осіб | Відсоток |
| -------------- | -------------- | -------- |
| румуни         | 820            | 85,2%    |
| цигани         | 143            | 14,8%    |

Рідною мовою назвали:
| Мова      | Кількість осіб | Відсоток |
| --------- | -------------- | -------- |
| румунська | 820            | 85,2%    |
| циганська | 143            | 14,8%    |